# Biosfeerreservaat Askania-Nova
Biosfeerreservaat Askania-Nova, officieel F. E. Falz-Fein Biosfeerreservaat Askania-Nova (Russisch: Биосферный заповедник Аскания-Нова им. Ф.Э. Фальц-Фейна; Oekraïens: Біосферний заповідник Асканія-Нова ім. Ф.Е. Фальц-Фейна), ligt in de oblast Cherson van Oekraïne. De naam is een eerbetoon aan baron Friedrich von Falz-Fein (1863–1920), de oprichter van het in 1898 gestichte privéreservaat. Op 1 april 1919 werd Askania-Nova door de Raad van Volkscommissarissen van de Oekraïense SSR genationaliseerd tot staatsnatuurreservaat. Twee jaar later, op 8 februari 1921, werd besloten de beschermingsstatus van het gebied op te schalen tot zapovednik. Bovendien werd Askania-Nova in 1983 aan de lijst van biosfeerreservaten toegevoegd onder UNESCO's Mens- en Biosfeerprogramma (MAB). Het is ook uitgeroepen tot een van de "Zeven Natuurlijke Wonderen van Oekraïne".

## Historie
Het reservaat werd opgericht door baron Friedrich von Falz-Fein (1863–1920), een grootgrondbezitter die een zoölogische tuin en een arboretum wilde creëren op de steppe die hij bezat. De dieren die hij verzamelde hield hij niet alleen in omheiningen, maar liet hij ook grazen op de omliggende steppe. Askania-Nova heeft een sleutelrol gespeeld in het behoud van het zeldzame przewalskipaard (Equus ferus przewalskii), waarvan de eerste individuen uit Mongolië, in 1899 terechtkwamen in Askania-Nova. Na een lange afwezigheid van de soort in de vrije natuur, werd het przewalskipaard in 1992 met succes opnieuw geïntroduceerd in Nationaal Park Hustain Nuruu. Dit werd mogelijk gemaakt door fokprogramma's van de soort in Askania-Nova en onder andere in Nederland.
Aan het eind van de 19e eeuw had Falz-Fein een groot aantal diersoorten vergaard, inclusief vele exotische soorten. Zo bezat hij meerdere hoefdieren, waaronder de beisa (Oryx beisa), steppezebra (Equus quagga), kafferbuffel (Syncerus caffer), elandantilope (Taurotragus oryx), saiga (Saiga tatarica) en Amerikaanse bizon (Bison bison). In ieder geval in 2015 leefden de nazaten van deze soorten in Askania-Nova.

### Effect van de Russische invasie
In maart 2022, na de Russische bezetting van de regio, werd het bestuur van Askania-Nova overgenomen door Rusland. Volgens Oekraïense media negeerde het Russische leger allerlei maatregelen ter bescherming van de flora en fauna van het gebied. Zo veroorzaakten zij schade aan het park door zwaar materieel door beschermde steppegebieden te rijden, loopgraven te graven en drie branden te veroorzaken, waarbij bijna 1.400 hectare in vlammen opging. Het Oekraïense bestuur van Askania-Nova blijft, in ballingschap in niet bezet Oekraïne, werken. Internationale donaties dragen bij aan het doorbetalen van voormalige werknemers die gedwongen zijn de instelling te verlaten.
In augustus 2024 zei de gouverneur van de oblast Cherson, Oleksandr Prokudin, dat het reservaat had "opgehouden te bestaan" als gevolg van plunderingen door Russische troepen, de overbrenging van de wilde dieren naar collecties op de Krim en in Rusland en de overstroming veroorzaakt door de verwoesting van de Kachovkadam. Die beweringen werden echter afgezwakt door de directeur van het reservaat, Viktor Shapoval, die zei dat het reservaat schade had geleden en bovendien bevestigde dat er beschermde diersoorten door Rusland waren meegenomen. Hij voegde hieraan toe dat veel andere dieren in het wild waren gestorven door verwaarlozing en dat de grote delen van de steppen waren afgebrand.

## Flora en fauna
Askania-Nova ligt in de steppegordel in het noorden van het Zwarte Zeegebied. Het gebied bestaat uit onaangeraakte steppen waarop 505 vaatplanten zijn vastgesteld. Hiervan staan er 83 op de rode lijst van bedreigde planten van Oekraïne, waaronder vedergrassen als Stipa lessingiana, Stipa ucrainica en Stipa capillata, alsmede soorten als Tulipa suaveolens, Tulipa biebersteiniana, Centaurea taliewii en kievitsbloem (Fritillaria meleagris).
Ook qua vogels is het gebied zeer gevarieerd, met 269 vastgestelde soorten. Vogels die op de steppen van Askania-Nova broeden zijn onder meer de steppekiekendief (Circus macrourus), arendbuizerd (Buteo rufinus), steppearend (Aquila nipalensis), jufferkraanvogel (Anthropoides virgo), kuifleeuwerik (Galerida cristata), kortteenleeuwerik (Calandrella brachydactyla), kleine kortteenleeuwerik (Calandrella rufescens) en kalanderleeuwerik (Melanocorypha calandra). Onder de zoogdieren in het reservaat bevinden zich soorten als dwerggrondeekhoorn (Spermophilus pygmaeus), bobakmarmot (Marmota bobak), grote paardenspringmuis (Allactaga major), hamster (Cricetus cricetus), trekhamster (Cricetulus migratorius), driekleurige muis (Sicista subtilis) en steppebunzing (Mustela eversmanni).

## Afbeeldingen

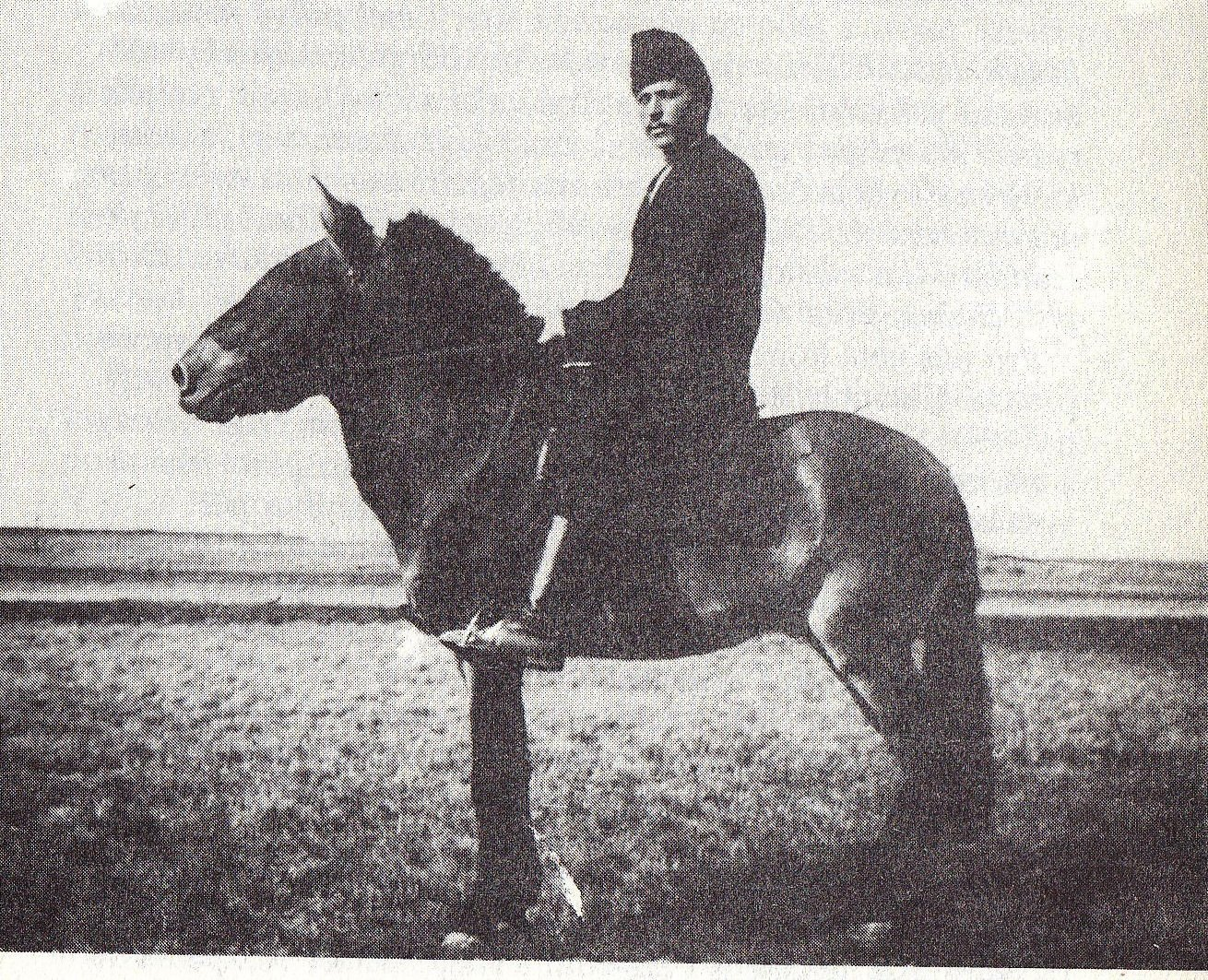
Vaska was het eerste przewalskipaard dat Europa bereikte en was de enige die gevangen kon worden. Hier omstreeks 1904 in Askania-Nova.
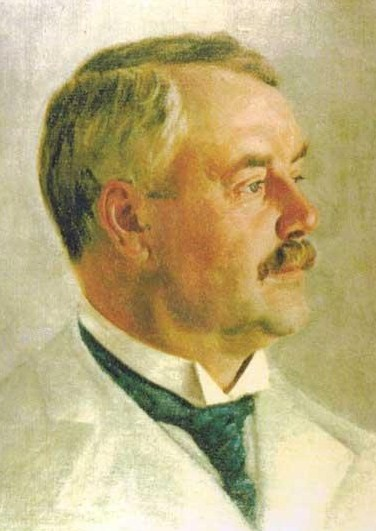
Friedrich von Falz-Fein, oprichter van Askania-Nova.
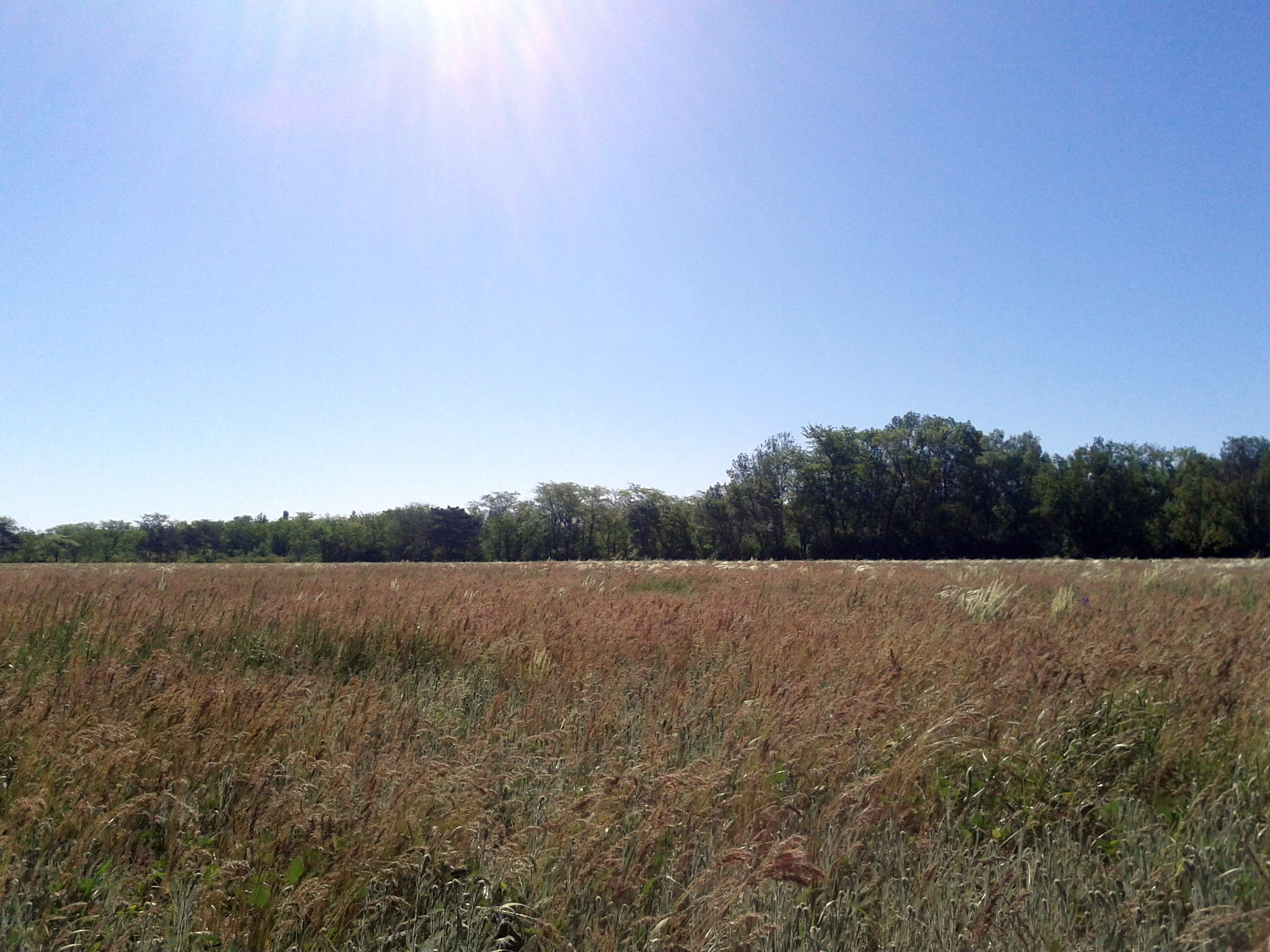
Steppevegetatie van Askania-Nova.
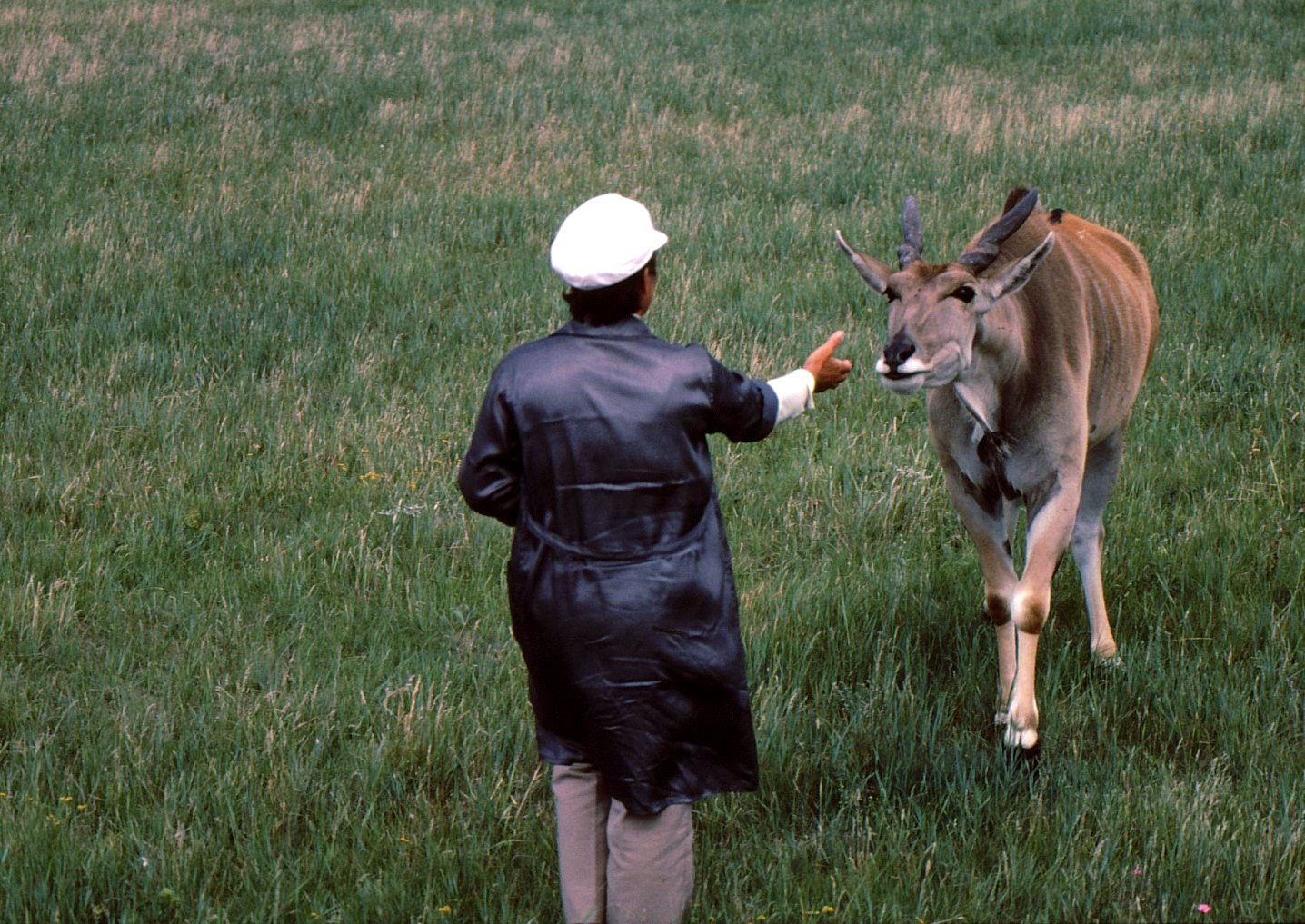
Elandantilope (Taurotragus oryx) in Askania-Nova (1985).
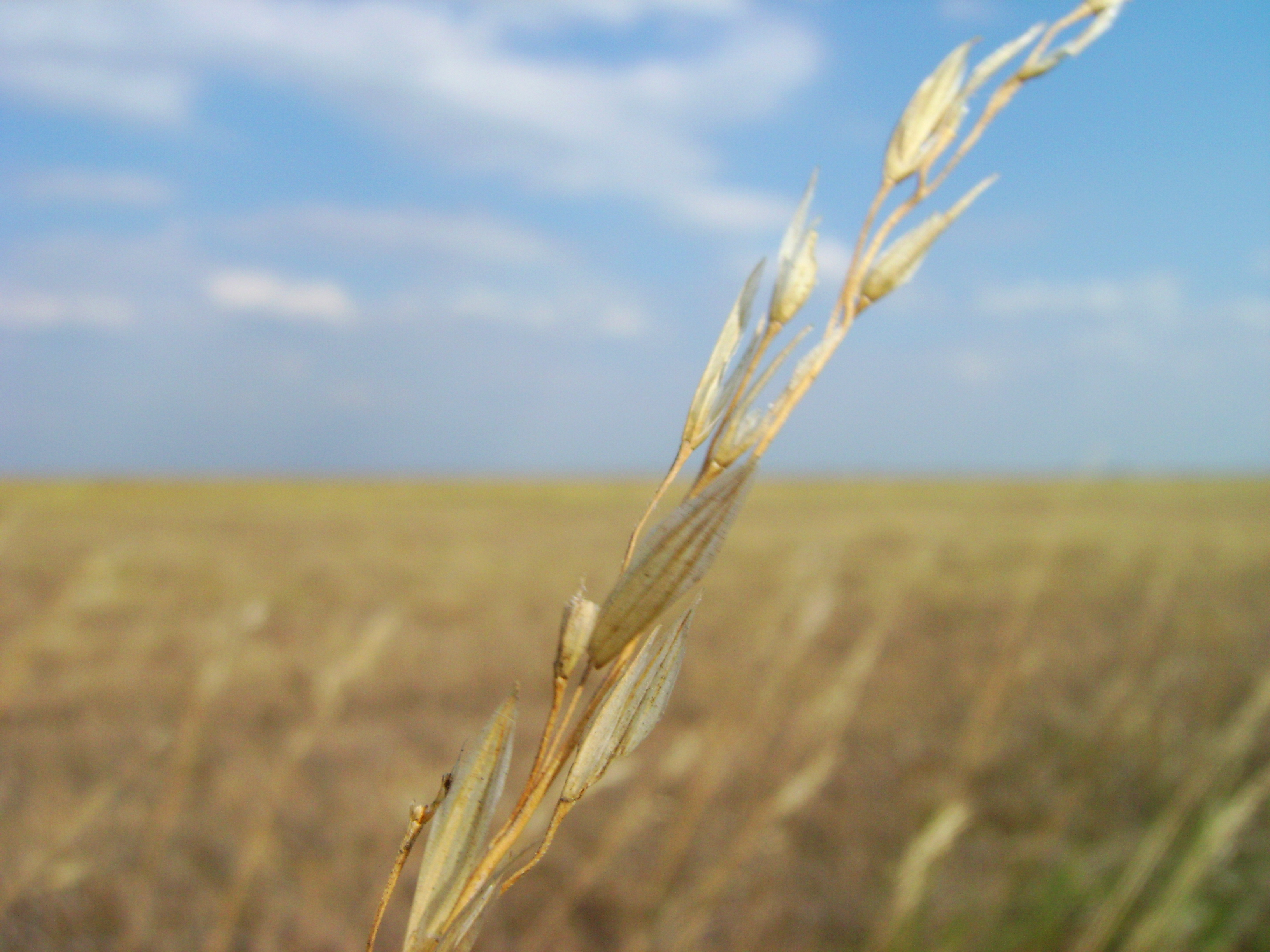
Steppevegetatie van Askania-Nova.
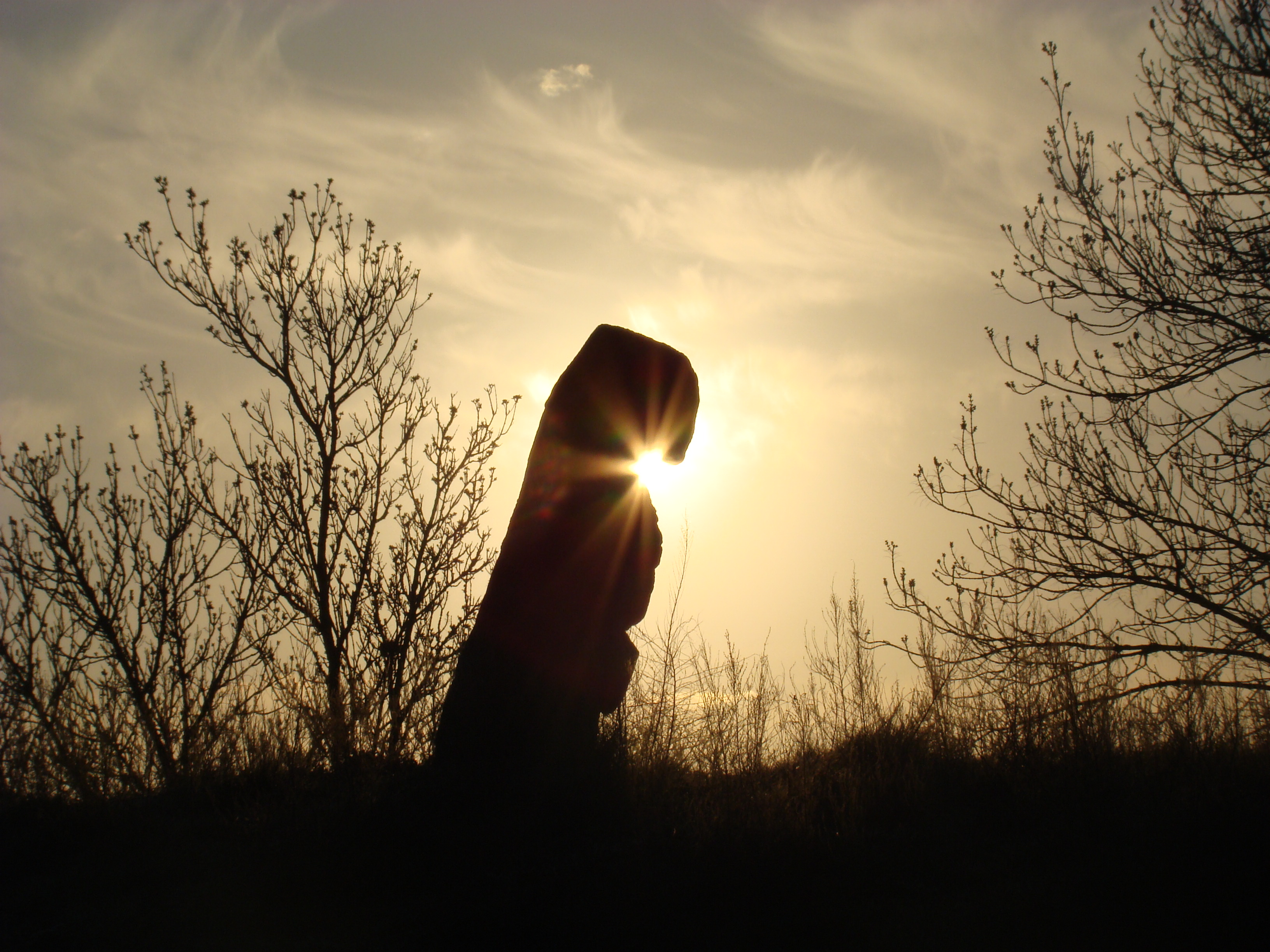
Stenen sculptuur.
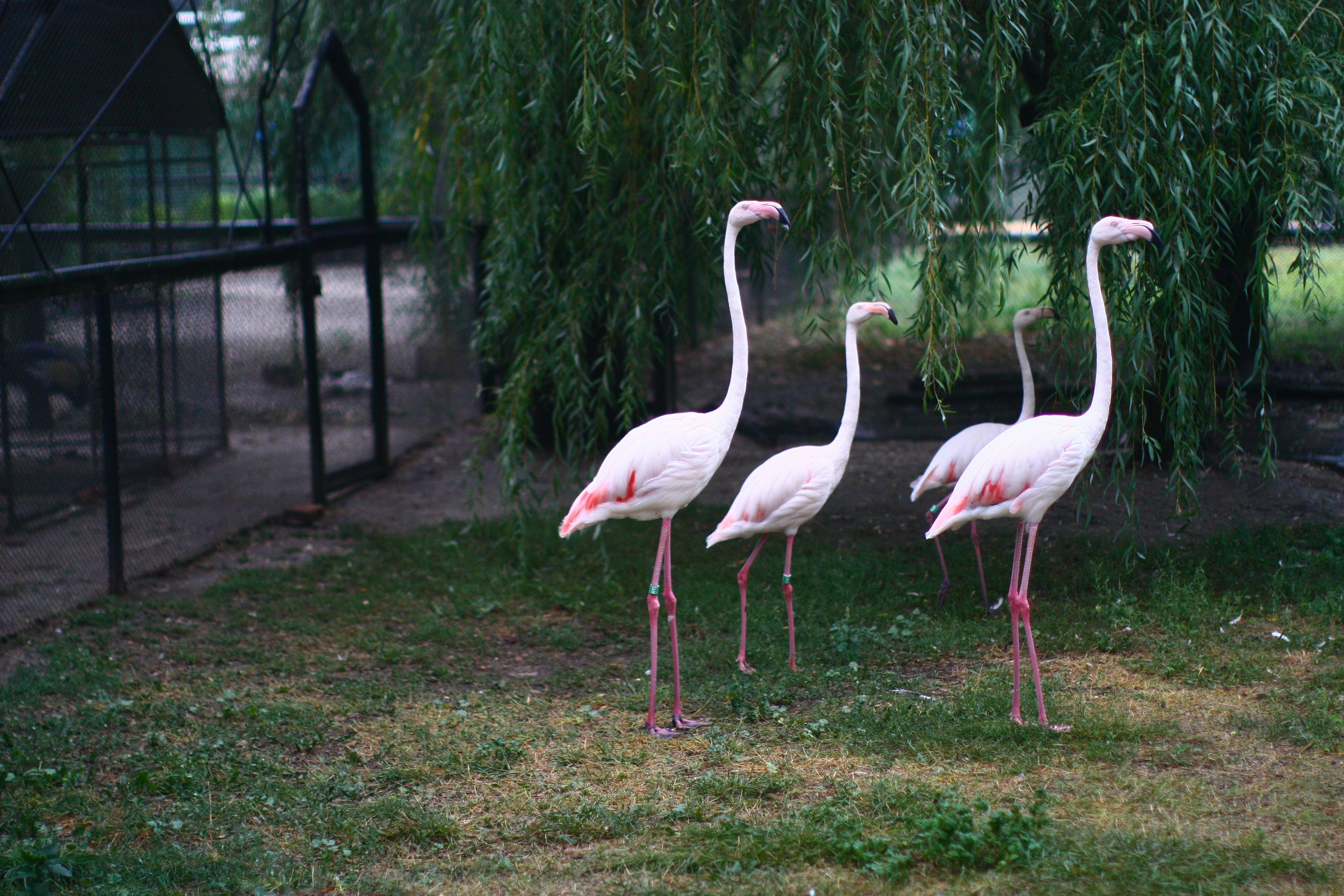
Flamingo's behoren ook tot de vogelcollectie van het dierenpark.

...
Askania-Nova · 
Doenajsky · 
Gorgani · 
Karpaten · 
Loehansky · 
Medobory · 
Oekraïense Steppe · 
Tsjernobyl · 
Zwarte Zee
...
- Gemeinsame Normdatei: 7534979-6
- Library of Congress Control Number: n82104265
- Nationale Bibliotheek van Letland: 000327601
- Nationale Bibliotheek van Israël: 987007555142905171
- Système universitaire de documentation: 115700072
- Virtual International Authority File: 150120654
- WorldCat: E39PBJtCGVyFfxrHwhkJQjC4v3